# Haurwangi (plaats)
Haurwangi is een bestuurslaag in het regentschap Cianjur van de provincie West-Java, Indonesië. Haurwangi telt 9073 inwoners (volkstelling 2010).